# 郑利民 (生物学家)
郑利民，中山大学教授，主要从事调控人髓系免疫细胞功能和调控机制方面的研究工作。入选中华人民共和国教育部2008年度"长江学者"特聘教授。曾获得中国国家自然科学奖二等奖等奖项。